# Gare de La Coquille
Gare de La Coquille vasútállomás Franciaországban, La Coquille településen.

## Vasútvonalak
Az állomást az alábbi vasútvonalak érintik:
- Limoges-Bénédictins–Périgueux-vasútvonal

## Kapcsolódó állomások
A vasútállomáshoz az alábbi állomások vannak a legközelebb:
- Gare de Thiviers
- Gare de Bussière-Galant